# Kerk van Elahuizen
De kerk van Elahuizen is een kerkgebouw in Elahuizen in de Nederlandse provincie Friesland.

## Beschrijving
De zaalkerk uit 1865 heeft een driezijdig gesloten koor en een geveltoren aan de zuidoostzijde met ingesnoerde naaldspits. De toren van de kerk is een rijksmonument vanwege de klokkenstoel met een klok (1832) van Petit en Fritsen en een door Van Bergen gegoten klok (eind 19e eeuw). De rest van de kerk heeft gemeentelijke monumentstatus. De kerk heeft rondboogvensters en een neoclassicistische ingangspartij met fronton. Het orgel uit 1865 is gemaakt door Willem Hardorff.

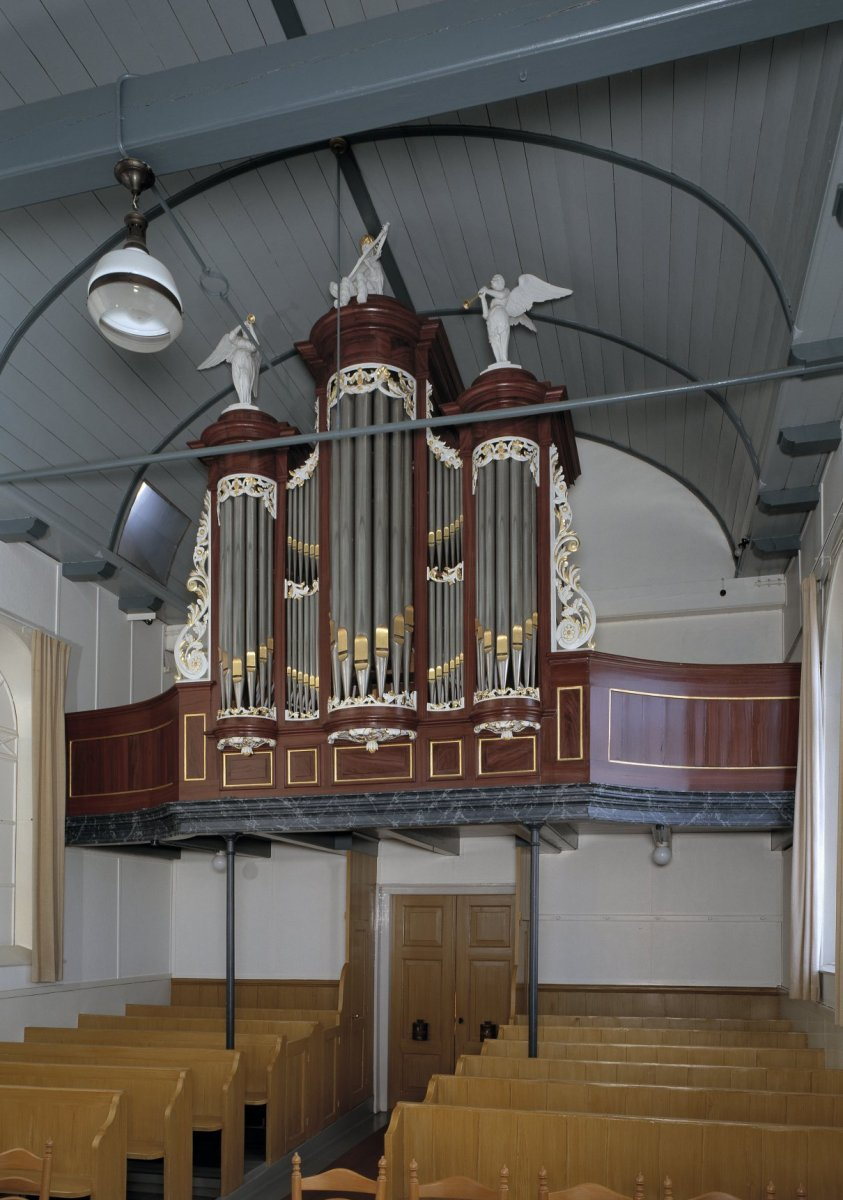
Interieur met orgel (2000)
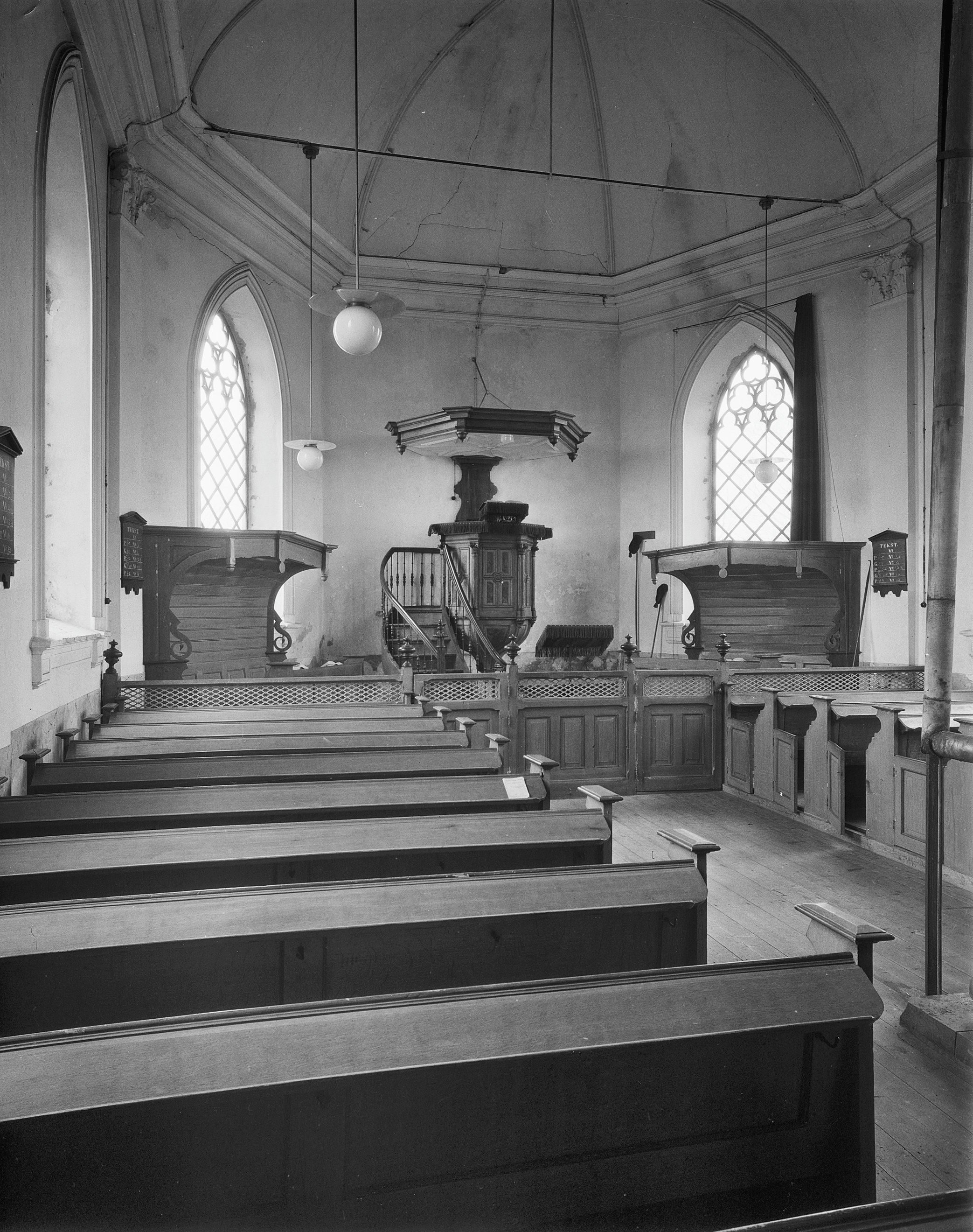
Interieur met preekstoel (1959)
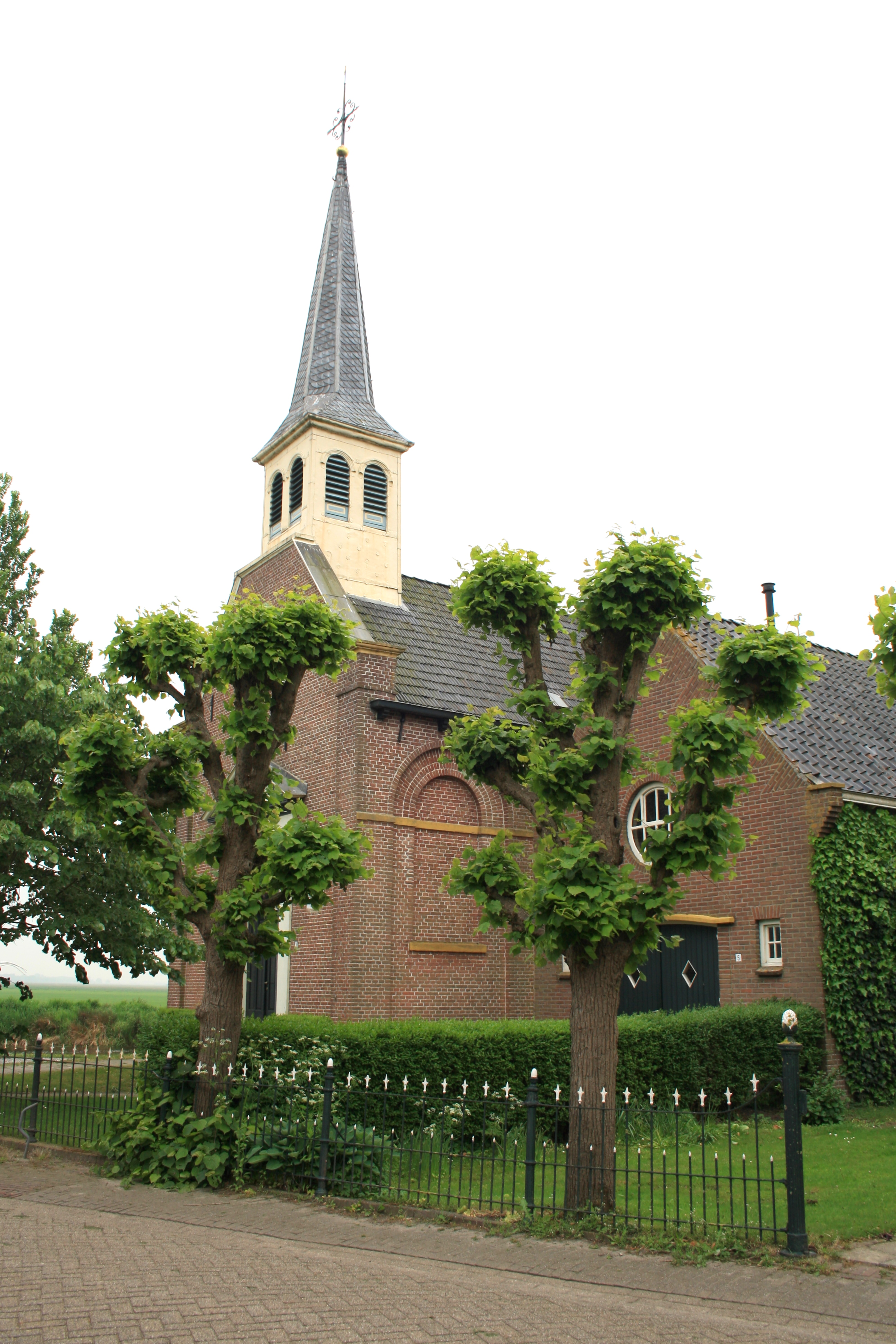
Kerk oostzijde (2011)